# Bitwa morska pod Patras
Bitwa morska pod Patras – starcie zbrojne, które miało miejsce w dniach 6–8 listopada 1772 podczas V wojny rosyjsko-tureckiej (1768–1772).
Bitwa ta stoczona została przy wejściu do Zatoki Korynckiej, gdzie flota rosyjska dowodzona przez Koniewa pokonała turecką flotę złożoną z fregat i szebek, niszcząc 9 fregat i 10 z 16 szebek, nie tracąc przy tym żadnego z własnych okrętów.
Koniew opuścił Livorno 6 września 1772 i od 5 października  krążył wokół Cytery mając ze sobą następujące okręty: 80-działowy Czesma i 66-działowy Graf Orlow. Dnia 23 października dołączył do niego 26-działowy Sw.Nikołaj a 27 października 18-działowy Zabijaka, 16-działowa Sława, 12-działowa Auza i 12-działowy Modon, które zostały wydzielone pod wodzą Wojnowicza z floty Orłowa koło Mikono. Okręty te przyniosły ze sobą wieści o siłach tureckich w przesmyku koło Patras. Koniew i Wojnowicz po połączeniu swych sił (mieli 7 okrętów i 230 dział) ruszyli na Turków.
Dnia 5 listopada przybyli w pobliże Patrai i natrafili na 9 30-działowych fregat oraz 12 szebek na morzu oraz 4 szebeki zakotwiczone pod osłoną artylerii nadbrzeżnej (każda szebeka po 20-30 dział).
Dnia 6 listopada Rosjanie zaatakowali mniejszymi okrętami z przodu z powodu wąskiego kanału i Turcy wycofali się. Jedna szebeka osiadła na mieliźnie i została zniszczona przez Św.Nikołaja, Zabijakę i Modona. Św.Nikołaj i Sława odcięli fregatę i inną szebekę, spychając je na mieliznę, gdzie zostały porzucone, a następnie spalone przez Auzę. Pozostałe tureckie okręty uciekły pod osłonę artylerii nadbrzeżnej.
Po południu 7 listopada Rosjanie ponownie zaatakowali, posuwając się do tyłu i naprzód wzdłuż tureckiej linii, jednak bez większego efektu.
Dnia 8 listopada Rosjanie zakotwiczyli w pobliżu tureckiej linii i około 11:30 zaatakowali. Około 12:00 kilka tureckich okrętów płonęło, a załogi w pośpiechu opuszczały ich pokłady. Koniew znów rzucił kotwice i posłał łodzie pod ochroną Św.Nikołaja, Zabijaki i Sławy, by zniszczyły lub opanowały pozostałe okręty tureckie. Zniszczono 7 fregat i 8 szebek, pozostała jedyna fregata oraz 6 szebek żeglowały ku wyjściu z zatoki. Fregata wkrótce osiadła na mieliźnie i została zniszczona przez Sławę.
Dnia 15 listopada Koniew opuścił zatokę i wypłynął na Morze Egejskie.